# نادي جرانوليريس لكرة السلة
نادي جرانوليريس لكرة السلة (بالإسبانية: Granollers Esportiu Bàsquet)‏ هو فريق كرة سلة إسباني تأسس في سنة 1930 يقع في جرانوليريس، كتالونيا. لعب في الدوري الإسباني لكرة السلة.

## وصلات خارجية
- الموقع الرسمي